# Meghahatuburu Forest village
Meghahatuburu Forest village là một thị trấn thống kê (census town) của quận Pashchimi Singhbhum thuộc bang Jharkhand, Ấn Độ.

## Nhân khẩu
Theo điều tra dân số năm 2001 của Ấn Độ, Meghahatuburu Forest village có dân số 6879 người. Phái nam chiếm 53% tổng số dân và phái nữ chiếm 47%. Meghahatuburu Forest village có tỷ lệ 74% biết đọc biết viết, cao hơn tỷ lệ trung bình toàn quốc là 59,5%: tỷ lệ cho phái nam là 82%, và tỷ lệ cho phái nữ là 66%. Tại Meghahatuburu Forest village, 13% dân số nhỏ hơn 6 tuổi.